# Chiesa di Santa Maria Maddalena (Nuragus)
La chiesa di Santa Maria Maddalena è un edificio religioso situato a Nuragus, centro abitato della Sardegna centrale. Consacrata al culto cattolico è sede dell'omonima parrocchia e fa parte dell'arcidiocesi di Oristano.
L'edificio, in forme neo classico, risale al 1874. Al suo interno spiccano raffinati altari lignei risalenti al sec.XVII.